# Нікольский (Аляска)
Нікольский (англ. Nikolski) — переписна місцевість (CDP) в США, в окрузі Західні Алеутські острови штату Аляска на острові Умнак. Населення — 39 осіб (2020).

## Географія
Нікольский розташований за координатами 52°59′58″ пн. ш. 168°44′23″ зх. д. / 52.99944° пн. ш. 168.73972° зх. д. (52.999416, -168.739749).  За даними Бюро перепису населення США в 2010 році переписна місцевість мала площу 343,91 км², з яких 342,01 км² — суходіл та 1,90 км² — водойми.

### Клімат
Громада знаходиться у зоні, котра характеризується субарктичним кліматом. Найтепліший місяць — липень із середньою температурою 12.6 °C (54.7 °F). Найхолодніший місяць — січень, із середньою температурою -30.1 °С (-22.1 °F).
| Клімат Нікольского      | Клімат Нікольского | Клімат Нікольского | Клімат Нікольского | Клімат Нікольского | Клімат Нікольского | Клімат Нікольского | Клімат Нікольского | Клімат Нікольского | Клімат Нікольского | Клімат Нікольского | Клімат Нікольского | Клімат Нікольского | Клімат Нікольского |
| Показник                | Січ.               | Лют.               | Бер.               | Квіт.              | Трав.              | Черв.              | Лип.               | Серп.              | Вер.               | Жовт.              | Лист.              | Груд.              | Рік                |
| Абсолютний максимум, °C | −13,2              | −7,3               | −12,2              | 0,2                | 9,8                | 17,8               | 22,9               | 19,2               | 9,3                | −1,6               | −8,3               | −17,3              | 22,9               |
| Середній максимум, °C   | −25,3              | −24,3              | −21                | −10,6              | 1,8                | 15,3               | 19,5               | 14,5               | 5,6                | −7,9               | −19,3              | −24,2              | −6,3               |
| Середня температура, °C | −30,1              | −29,7              | −27,2              | −17,5              | −3,7               | 9                  | 12,6               | 8,7                | 1,1                | −12,2              | −23,8              | −28,9              | −11,8              |
| Середній мінімум, °C    | −34,8              | −35                | −33,4              | −24,5              | −9,1               | 2,6                | 5,7                | 2,8                | −3,4               | −16,6              | −28,3              | −33,6              | −17,3              |
| Абсолютний мінімум, °C  | −44,1              | −45                | −41,7              | −32,8              | −13,1              | 0,8                | 2,5                | −1,1               | −7,7               | −23,5              | −36,8              | −42,4              | −45                |
| Норма опадів, мм        | 9                  | 6                  | 4                  | 5                  | 2                  | 19                 | 19                 | 24                 | 13                 | 19                 | 8                  | 7                  | 136                |
| Днів з опадами          | 14                 | 7                  | 15                 | 10                 | 11                 | 10                 | 11                 | 15                 | 17                 | 20                 | 15                 | 17                 | 162                |
| Днів з дощем            | 5                  | 7                  | 5                  | 5                  | 6                  | 5                  | 6                  | 9                  | 5                  | 6                  | 7                  | 8                  | 80                 |
| ----------------------- | ------------------ | ------------------ | ------------------ | ------------------ | ------------------ | ------------------ | ------------------ | ------------------ | ------------------ | ------------------ | ------------------ | ------------------ | ------------------ |
| Джерело: Weatherbase    |                    |                    |                    |                    |                    |                    |                    |                    |                    |                    |                    |                    |                    |

## Демографія
Згідно з переписом 2010 року, у переписній місцевості мешкало 18 осіб у 13 домогосподарствах у складі 3 родин. Густота населення становила 0 осіб/км².  Було 23 помешкання (0/км²).
Расовий склад населення:
| - 94,4 % — корінних американців - 5,6 % — білих |

До двох чи більше рас належало 0,0 %. Частка іспаномовних становила 0,0 % від усіх жителів.
За віковим діапазоном населення розподілялося таким чином: 5,6 % — особи молодші 18 років, 66,6 % — особи у віці 18—64 років, 27,8 % — особи у віці 65 років та старші. Медіана віку мешканця становила 56,5 року. На 100 осіб жіночої статі у переписній місцевості припадало 100,0 чоловіків;  на 100 жінок у віці від 18 років та старших — 88,9 чоловіків також старших 18 років.
Середній дохід на одне домашнє господарство  становив 43 615 доларів США (медіана — 35 000), а середній дохід на одну сім'ю — 33 556 доларів (медіана — 33 125). За межею бідності перебувало 32,4 % осіб, у тому числі 33,3 % дітей у віці до 18 років та 37,5 % осіб у віці 65 років та старших.
Цивільне працевлаштоване населення становило 19 осіб. Основні галузі зайнятості: публічна адміністрація — 36,8 %, транспорт — 15,8 %, мистецтво, розваги та відпочинок — 15,8 %.